# سيلفيا بيرغر
سيلفيا بيرغر (بالألمانية: Silvia Berger)‏ هي متزحلقة نمساوية، ولدت في 7 نوفمبر 1980 في Westendorf, Tyrol ‏ في النمسا.

## وصلات خارجية
- سيلفيا بيرغر على موقع الاتحاد الدولي للتزلج (التزلج على المنحدرات الثلجية) (الإنجليزية)